# Tarai-Hanuman-Langur
Der Tarai-Hanuman-Langur (Semnopithecus hector), auch Himalaya-Hulman genannt, ist eine Primatenart aus der Gruppe der Schlankaffen und ist eine der sechs Arten, in die die Untergattung Hanuman-Languren innerhalb der Gattung der Indischen Languren (Semnopithecus), in jüngeren Systematiken aufgeteilt wird.

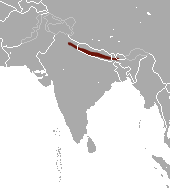
Verbreitungsgebiet des Tarai-Hanuman-Languren

## Merkmale
Tarai-Hanuman-Languren zählen zu den kleineren Hanuman-Languren, gleichen den anderen Arten aber im schlanken Körperbau mit dem langen Schwanz. Bei einer Untersuchung, bei der allerdings nicht zwischen Tarai-Hanuman-Languren und Nepalesische Hanuman-Languren (S. schistaceus) unterschieden wurde, hatten die Tiere Kopf-Rumpf-Längen von 58 bis 76 cm, einen 75 bis 99 cm langen Schwanz und wogen im Durchschnitt 17 kg. Das lange, dichte Fell der Tarai-Hanuman-Languren ist weißlich-gelb gefärbt, der Rücken, die Arme, die Knie und der Schwanz sind dunkler, eher graugelb gefärbt, der Bauch ist weiß. Das Gesicht ist wie bei allen Vertretern ihrer Gattung dunkel und unbehaart, und von einem weißen Haarkranz umgeben. Hände und Füße sind hell. Der am Ende weiße Schwanz wird beim vierfüßigen Gang nach vorne gebogen.

## Lebensweise
Diese Primaten leben in der Terai-Region am Fuße des Himalayas in der nepalesisch-indischen Grenzregion von Uttarakhand im Westen bis zum nördlichen Westbengalen im Osten, möglicherweise auch bis ins südwestliche Bhutan. Ihr Lebensraum sind Salbaum-Wälder von 150 Meter über dem Meeresspiegel bis zu 1600 Metern, die feuchten Laubwälder der Siwaliks und Eichen- und Kiefernwälder am Fuß des Himalaya. Tarai-Hanuman-Languren sind wie alle Hanuman-Languren tagaktiv und leben sowohl in den Bäumen als auch am Boden. Sie leben in Gruppen, die sich aus mehreren Männchen und Weibchen sowie dem dazugehörigen Nachwuchs zusammensetzen. Sie sind Pflanzenfresser, die vorwiegend Blätter (über 60 %) verzehren. Daneben nehmen sie auch Früchte (15 %), Knospen und anderes pflanzliches Material zu sich.

## Gefährdung
Tarai-Hanuman-Languren zählen zu den gefährdeten Arten. Der Hauptgrund dafür ist die Zerstörung ihres Lebensraums durch Waldrodungen und Bergbau, die IUCN listet sie als „gering gefährdet“ (near threatened). Schutzgebiete, in denen die Art vorkommt, sind die Nationalparks Corbett und Rajaji.

## Belege
1. 1 2 3  D. Zinner, G. H. Fickenscher & C. Roos: Family Cercopithecidae (Old World monkeys). Seite 734 in Russell A. Mittermeier, Anthony B. Rylands & Don E. Wilson: Handbook of the Mammals of the World: Primates: 3. ISBN 978-84-96553-89-7
2. ↑  Semnopithecus hector in der Roten Liste gefährdeter Arten der IUCN. Abgerufen am 19. April 2009.